# John Webster
John Webster (Londen, ca. 1580 – aldaar, ca. 1634) was een Engels toneelschrijver, die vooral actief was in de regeringsperiode van Jacobus I.
Over Websters leven is weinig bekend. Zijn vader, die ook John heette, was wagenmaker en trouwde in 1577 met Elizabeth Coates. Websters geboortedatum is niet te achterhalen, aangezien de gegevens verloren zijn gegaan tijdens de Grote brand van Londen. 
Een John Webster werd toegelaten tot de Middle Temple in Londen voor een juridische opleiding, maar het staat niet vast dat het om de schrijver gaat.
In 1605 of 1606 trouwde hij met een zeventienjarig meisje, Sara Peniall, en twee maanden later werd hun eerste kind geboren. Zijn sterfdatum wordt gesteld op 1634, al is ook dat niet zeker. In elk geval schreef Thomas Heywood in dat jaar over Webster in de verleden tijd.
Dankzij aantekeningen van de theatermanager en impresario Philip Henslowe weten we dat Webster in elk geval in 1602 als schrijver actief was, aangezien er een betaling aan hem en enkele andere schrijvers wordt vermeld. Het ging om een voorschot voor een verloren gegaan stuk.
Na 1602 duikt Websters naam vaker op. In 1604 schreef hij een inleiding bij John Marstons The Malcontent. Hij werkte samen met Thomas Dekker aan The Famous History of Sir Thomas Wyat (1607). Ook werkte hij met Dekker aan de stukken Northward Hoe en Westward Hoe (1607)
Zoals destijds heel gebruikelijk was, werkte Webster samen met diverse andere toneelschrijvers, waardoor het vaak moeilijk is om nauwkeurig vast te stellen wie wat schreef. Zo worden de stukken The Devils Law-Case (uitgegeven in 1623), A Cure for a Cuckold (1661) en Appius and Virginia (1654) door sommigen aan Webster toegeschreven, waar andere critici dat ontkennen of betwijfelen. Ook werkte hij samen met William Rowley en Thomas Middleton.
Websters faam berust voor een groot deel op twee opvallende stukken: 
- The White Devil: Or the Tragedy of Paolo Giordano Ursini, Duke of Brachiano, With the Life and Death of Vittoria Coramboni the famous Venetian Curtizan, meestal kortweg The White Devil genoemd. Het stuk werd voor het eerst geproduceerd rond 1608 en opgevoerd in de Red Bull, en was aanvankelijk geen succes. Het werd uitgegeven in 1612.
- The Duchess of Malfi werd rond 1614 voor het eerst opgevoerd door de King's Men en uitgegeven in 1623.

Beide stukken zijn te omschrijven als macabere 'wraaktragedies'.